# Resolución 1490 del Consejo de Seguridad de las Naciones Unidas
La resolución 1490 del Consejo de Seguridad de las Naciones Unidas, adoptada por unanimidad el 3 de julio de 2003, tras las resoluciones 687 (1991), 689 (1991), 806 (1993), 833 (1993) y 1483 (2003) sobre la situación entre Irak y Kuwait, prorrogó el mandato de la Misión de Observación de las Naciones Unidas para el Iraq y Kuwait (UNIKOM) encargada de vigilar la frontera mutua por un último período hasta el 6 de octubre de 2003.
El Consejo de Seguridad reafirmó el compromiso de todos los Estados con la soberanía y la integridad territorial tanto del Iraq como de Kuwait. Reconoció que la operación UNIKOM y la zona desmilitarizada establecida en 1991 entre los dos Estados ya no eran necesarias para proteger a Kuwait de las acciones iraquíes.
Actuando en virtud del Capítulo VII de la Carta de las Naciones Unidas, la resolución amplió el mandato de la UNIKOM por última vez y puso fin a la zona desmilitarizada entre los dos países. Encargó al Secretario General Kofi Annan que negociara la transferencia de los bienes y activos no removibles de la UNIKOM que no pudieran enajenarse de otra manera al Iraq y Kuwait.